# My World (Bee Gees-album)
A Bee Gees My World című lemez a Bee Gees Japánban  kiadott 2 LP-s válogatáslemeze.

## Az album dalai
1. Massachusetts (Barry, Robin és Maurice Gibb) – 2:22
2. New York Mining Disaster 1941  (Barry és Robin Gibb) – 2:09
3. Turn Of The Century   (Barry és Robin Gibb) – 2:21
4. World (Barry, Robin és Maurice Gibb) – 3:13
5. Words (Barry, Robin és Maurice Gibb) – 3:14
6. To Love Somebody (Barry és Robin Gibb) – 2:59
7. Melody Fair (Barry, Robin és Maurice Gibb) – 3:47
8. I. O. I. O. (Barry, Robin és Maurice Gibb) – 2:50
9. I Started a Joke (Barry, Robin és Maurice Gibb) – 3:06
10. Don't Forget to Remember (Barry és Maurice Gibb) – 3:27
11. Holiday (Barry és Robin Gibb) – 2:52
12. First of May (Barry, Robin és Maurice Gibb) – 2:47
13. Morning of My Life (In the Morning) (Barry Gibb) – 3:52
14. Lonely Days (Barry, Robin és Maurice Gibb) – 3:44
15. Country Woman (Maurice Gibb) – 2:39
16. 2 Years on (Barry, Robin és Maurice Gibb) – 3:57
17. Man for All Seasons (Barry, Robin és Maurice Gibb) – 2:58
18. Don't Wanna Live Inside Myself (Barry Gibb) – 5:24
19. My World (Barry és Robin Gibb) – 4:18
20. Israel (Barry és Robin Gibb) – 3:45
21. Trafalgar (Barry és Maurice Gibb) – 3:53
22. Lion In Winter (Barry és Robin Gibb) – 3:59
23. How Can You Mend a Broken Heart? (Barry és Robin Gbb) – 3:56

## Közreműködők
- Bee Gees

## Eladott példányok
A Bee Gees My World összeállítás-lemezből a világ összes országában 57 ezer példány került értékesítésre.